# 세포외기질

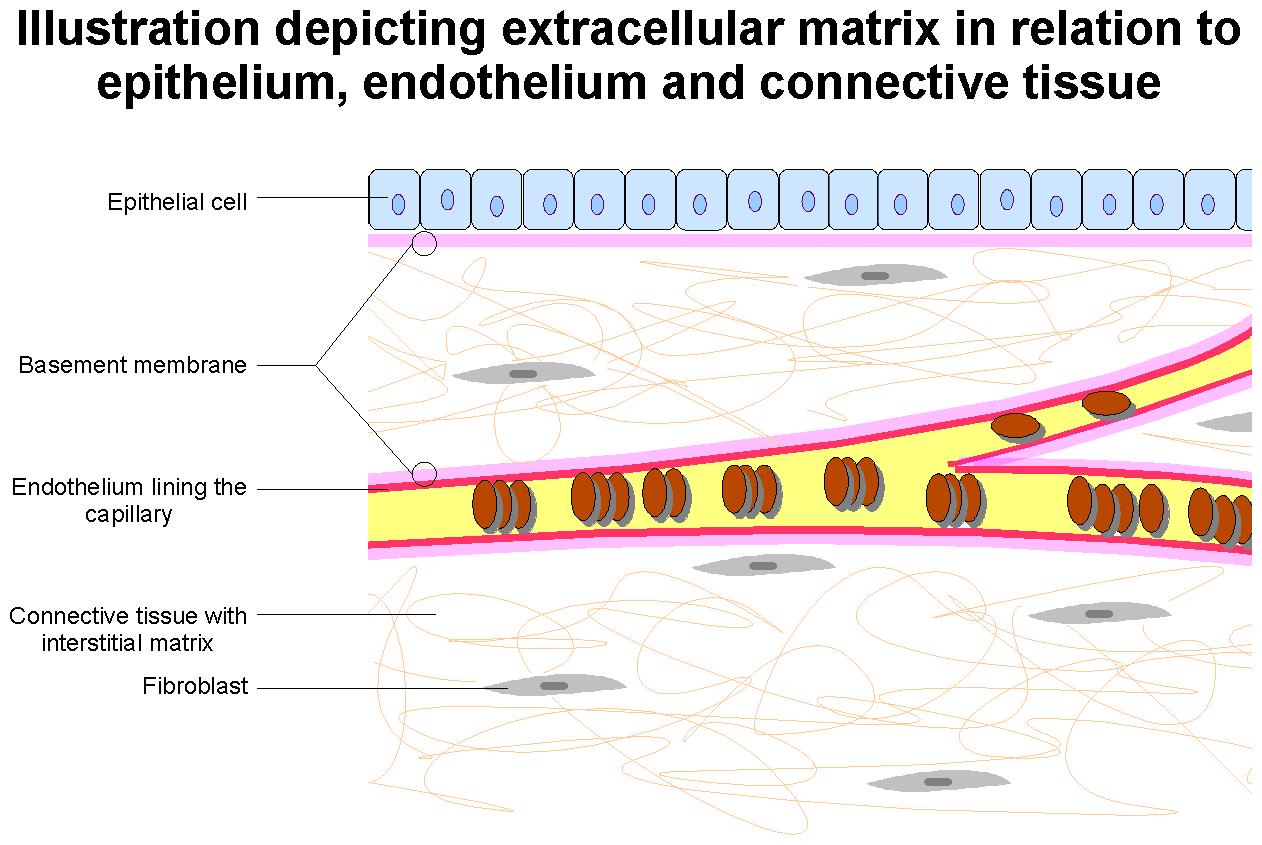
세포외기질의 위치 (분홍색:기저막)

세포외기질(細胞外基質, 영어: extracellular matrix)은 주로 동물의 구조적 지지등을 담당하는 조직이다. 세포외기질은 동물의 결합 조직에 속한다.
세포외기질은 세포 사이의 기질과 기저막으로 구성된다. 세포 사이의 기질은 여러 세포들 사이의 공간을 채우는 기질이다. 다당류로 이루어진 겔과 단백질 섬유가 세포 사이에 채워져 있어 세포외기질의 완충 작용을 돕는다. 기저막은 얇은 종이처럼 구성되어 있으며, 그 위에 상피조직이 위치한다.